# Конституция Республики Адыгея
Конституция Республики Адыгея (адыг. Адыгэ Республикэм и Конституцие) — основной закон Республики Адыгея в составе Российской Федерации.
Принята на XIV сессии Законодательного Собрания (Хасэ) — Парламента Республики Адыгея 10 марта 1995 года. С изменениями от 19 сентября, 12 ноября, 15 декабря 2000 г., 7 мая, 6 июня, 24 июля, 17 октября, 26 ноября 2001 г., 18 февраля, 10, 15, 30 апреля, 21 мая, 26 июля 2002 г. 23 апреля, 20 мая, 7, 16 июля, 22 ноября 2003 г., 29 июля 2004 г., 21 апреля 2005 г.
Состоит из:
- преамбулы «Законодательное Собрание (Хасэ) — Парламент Республики Адыгея, исходя из высокой ответственности перед нынешним и будущими поколениями, утверждая права и свободы человека и гражданина, гражданский мир и согласие, веру в добро и справедливость, основываясь на Конституции Российской Федерации, принимает Конституцию — Основной Закон Республики Адыгея»
- 4 разделов
- 10 глав
- и 112 статей

## Историческая справка
Конституция Республики Адыгея принята на XIV сессии Законодательного Собрания (Хасэ) — Парламента Республики Адыгея 10 марта 1995 года. С момента принятия в неё была внесена 21 поправка, и теперь она полностью соответствует федеральному законодательству. Также состоялось заседание конституционной комиссии Республики Адыгеи под председательством президента Асланчерия Тхакушинова. На заседании решён ряд организационных вопросов: выбрали секретаря конституционной комиссии, которым стал Егор Горяйнов — руководитель администрации президента и кабинета министров Адыгеи. Также издан достаточный тираж текста Конституции республики для населения Адыгеи. Предполагается издание сувенирного варианта Конституции Республики Адыгея.